# Um Sonho a Dois (canção)
"Um Sonho a Dois" é uma canção interpretada pela cantora Joanna com a participação do grupo Roupa Nova, lançada em 1986 para o álbum Joanna.
Em 1987, a canção foi tema da personagem Simone, interpretada por Christiane Torloni na telenovela Corpo Santo, exibida pela Rede Manchete.

## Outras versões
"Um Sonho a Dois" foi regravada pelo grupo Roupa Nova com a participação da cantora Cláudia Leitte para o álbum de vídeo RoupaAcústico 2, lançado em 2006.
Também foi gravada por Roberta Sá, Pedro Mariano e Os Cariocas para o álbum Mais Forte Que o Tempo, coletânea de sucessos de Michael Sullivan, lançado em 2013.